# Thuraya Al-Hafez
Thuraya al-Hafez (1911-2000 ; en arabe : ثريا الحافظ) est une femme politique et activiste féministe syrienne.

## Biographie
Turaya al-Hafez naît en 1911. Alors qu'elle est âgée de cinq ans, dans le contexte de la révolte arabe de 1916-1918 son père, Amin Lutfi al-Hafez, est pendu pour avoir divulgué des informations sur la stratégie militaire de l’Empire ottoman au leadership rebelle arabe à La Mecque. Alors qu’un vent d’indépendance arabe balaie l’Empire ottoman et perturbe les équilibres dans la région, ce dernier œuvrait en silence pour tenter de briser le joug turc. Thuraya al-Hafez reste marquée à vie par le martyre de son père, à l'origine de son esprit de révolte.
Après la fin de la Première Guerre mondiale, l'Empire ottoman, vaincu, est démantelé, et la France vainqueur du conflit, obtient un mandat pour administrer la Syrie et le Liban, confirmé lors de la conférence de San Remo d’avril 1920. Dès, la lutte pour l'indépendance et l’émancipation se reporte sur un autre colonisateur (la France), tandis que Turaya al-Hafez s'y engage activement. Mais pour elle, cette lutte patriotique ne peut être dissociée de celle pour les droits de la femme, qu’elle souhaite élever par l’éducation.
En 1928, après avoir suivi sa scolarité à Damas, elle devient à l'âge de 17 ans la première femme syrienne à devenir maîtresse d'école, où elle enseigne la langue arabe. Elle participe avec Adyla Bayhum à fonder « l’Éveil des femmes de Damas », une association vouée à des œuvres sociales assurant des cours d’anglais et de couture aux jeunes filles issues de milieux défavorisés. Puis en 1930, elle crée l'Association des femmes diplômées et commence à être connue pour ses prises de position en faveur des droits des femmes. En mai 1942, elle conduit une marche de protestation d'une centaine de femmes jusqu'au siège du gouvernement, où elles enlèvent leurs hidjab.
En 1945, Thuraya al-Hafez cofonde le journal Barada avec son mari, le journaliste Munir al-Rayyes, qui la soutient dans son combat féministe. Elle publie chaque semaine une tribune dans laquelle elle revendique les droits politiques et sociaux pour les femmes, et la chute du système patriarcal qui régit la société syrienne. En 1947, elle devient professeur de littérature arabe à l'école Tajheez de Damas.
Au-delà de son militantisme, elle décide d’aller plus loin et d’inscrire ces droits dans la législation. Elle coopère avec le président syrien Hosni al-Zaim, en participant à la rédaction d’une nouvelle Constitution qui confère aux femmes le droit de vote, avant que le dirigeant ne soit renversé et exécuté en août 1949.
En 1953, Thuraya al-Hafez décide de se présenter aux élections législatives, alors qu’une loi a été promulguée pour octroyer aux femmes l'accès au Parlement syrien. Battue, Thuraya al-Hafez entre dans les annales comme la première femme à s’être portée candidate pour un scrutin en Syrie. En 1953, elle écrit un article féministe dans le quotidien damascène Barrada, propriété de son époux Munir al-Rayyes, et lance son propre salon littéraire et politique. Le forum acquiert une renommée dans le milieu intellectuel et culturel syrien et de grands noms le fréquentent, comme la chanteuse libanaise Fairuz.
Les années suivantes, Thuraya al-Hafez soutient activement le président égyptien Gamal Abdel Nasser et encourage les femmes à prendre les armes en soutien à l’armée égyptienne lors de la crise du canal de Suez d'octobre-novembre 1956. Les forces française, anglaise et israéliennes renoncent finalement à leur offensive sur l'Égypte à la suite de menaces soviétiques d'utiliser l'arme nucléaire. Deux ans plus tard, l'Égypte et la Syrie fusionnent dans un seul pays appelé la République arabe unie gouvernée par Nasser, avant que celle-ci ne se disloque en 1961. Thuraya el-Hafez dira plus tard que ce jour était le plus triste de sa vie.
En 1963, alors qu’elle se trouve en Égypte, son mari est arrêté et menacé d'exécution. Tandis que l'Égypte lui offre l'asile politique, Thuraya al-Hafez aurait déclaré : « Suis-je destinée à être la fille et la femme d’un martyr ? ». Munir al-Rayyes est toutefois libéré rapidement, et Thuraya al-Hafez rentre en Syrie lors du coup d'État d'Hafez el-Assad de 1970, à qui elle prête allégeance.
Elle meurt en 2000.